# Ulrich W. Hütter
Ulrich W. Hütter (* 18. Dezember 1910 in Pilsen; † 12. August 1990 in Kirchheim unter Teck) war ein österreichisch-deutscher Ingenieur und Hochschullehrer. Hütter gilt als ein herausragender Pionier der Windenergiegewinnung.

## Leben

### Ausbildung
Nach seiner Schulzeit am Humanistischen Gymnasium in Salzburg studierte Hütter von 1930 bis 1936 Maschinen- und Schiffbau an der TH Wien. 1932 begann er mit seinem Bruder Wolfgang Hütter das Segelfliegen zu lernen und entwickelte nachfolgend zusammen mit ihm einige Baumuster.
Bereits zuvor hatten sich seit etwa 1929 die beiden Brüder mit dem Bau von Segelflugzeugen beschäftigt. Während der Semesterferien arbeiteten sie in der Rhön bei einem Bauern und halfen in ihrer Freizeit in den Werkstätten der Rhön-Rossitten-Gesellschaft. Nach ihrer Rückkehr in Salzburg nutzten sie ihre neu gewonnenen Kenntnisse sowie ihre Ersparnisse zum Bau eines als Nurflügler konzipierten Segelflugzeuges, dessen Herstellung 500 S gekostet hatte. Mit einer Spannweite von 6,40 m sowie einer Masse von 35 kg war es seinerzeit das kleinste (von Menschen zu fliegende) Flugzeug der Welt. Es wurde von der Akademische Fliegergruppe Wien angekauft.
Von 1936 an studierte Ulrich Hütter Luftfahrttechnik an der TH Stuttgart und schloss dort 1938 mit dem Diplom ab. Ulrich Hütter trat zum 1. Juli 1932 der NSDAP in Wien bei (Mitgliedsnummer 1.205.381). Die Promotion erfolgte 1942 bei Feifel an der TH Wien mit einem „Beitrag zur Schaffung von Gestaltungsgrundlagen für die Windkraftwerke“, der sogenannten Hütter’schen Windrotor-Theorie.

### Karriere im 2. Weltkrieg
Hütter lebte von 1939 bis 1943 in Weimar und arbeitete dort unter anderem als Leiter der aerodynamischen Abteilung der Weimarer Ingenieursschule und Konstrukteur der vom Thüringer Gauleiter Fritz Sauckel und dem SS-Offizier, IG-Farben-Chemiker und Mitglied des Freundeskreises Reichsführer SS Walther Schieber gegründeten Firma Ventimotor GmbH. Ventimotor wurde unter anderem als Lieferant für dezentrale Windkraftanlagen im Rahmen des Generalplan Ost nach einem eventuellen Endsieg propagiert. 1943 wurden die Aktivitäten von Ventimotor eingestellt, Hütter wurde zum Forschungsinstitut der Zeppelinwerke (FGZ) nach Ruit bei Stuttgart einberufen und dort Leiter der Konstruktionsabteilung, u. a. für bemannte Flugkörper, Unterwasserschleppanlagen und den Nachtjäger Hütter Hü 211. 1944 erhielt Hütter einen Lehrauftrag für Strömungslehre und Flugmechanik an der TH Stuttgart.

### Nachkriegskarriere

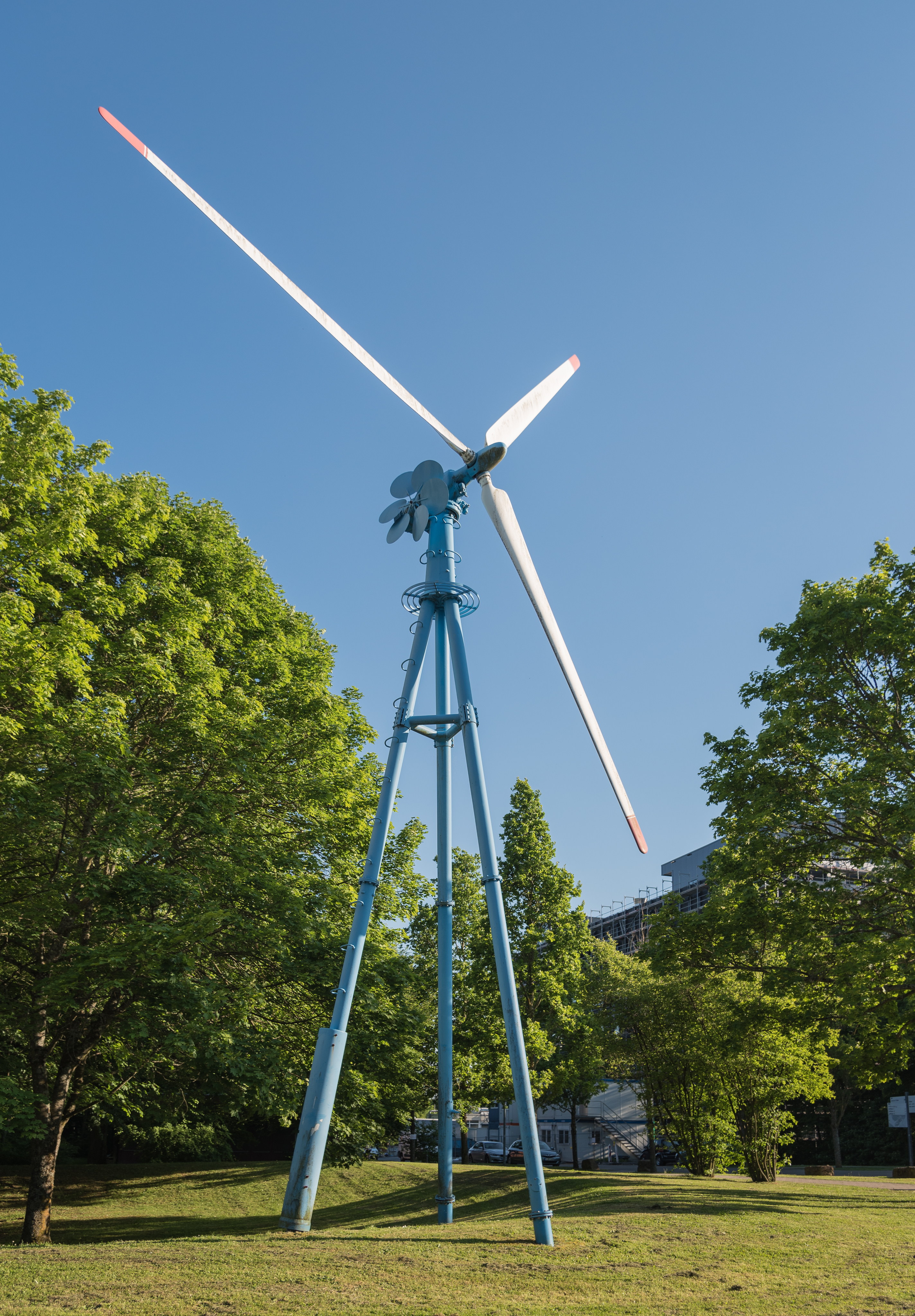
Historische Windenergie-Anlage vom Typ „Allgaier Hütter WE 10/G6“, Baujahr 1949, Bild von 2015

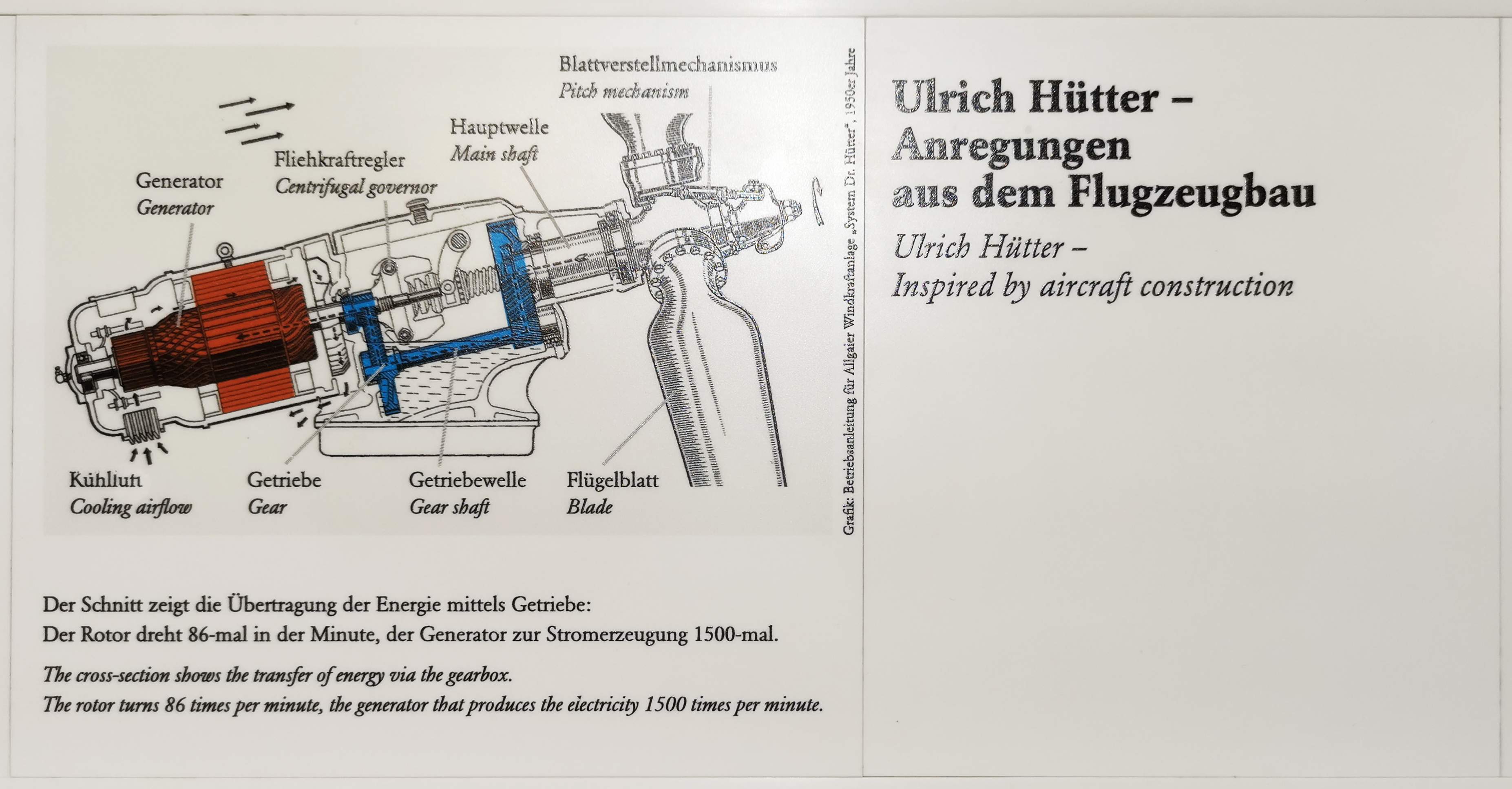
Allgaier Hütter WE 10 Deutsches Museum (München)

Nach dem Kriegsende und einer kurzen Internierung arbeitete Hütter von 1946 bis 1959 als Konstruktionsleiter bei der Firma Allgaier Werke in Uhingen (Württemberg). Erst 1952/53 erfolgte die Erneuerung des Lehrauftrages an der TH Stuttgart, 1957 die Habilitation zum Thema Fangstartverfahren mit durch Schirm gedämpften Anschleppstoß.
Hütters 1957 gemeinsam mit dem GFK-Pionier Eugen Hänle entwickelte Windkraftanlage StGW-34 gilt als Meilenstein der Geschichte der Windenergienutzung und Urmuster aller modernen „Freifahrenden Turbinen“.
Hütter wurde 1959 außerordentlicher Professor sowie Leiter der neu gegründeten Abteilung Angewandte Flugphysik in Stuttgart (heute: Institut für Bauweisen und Strukturtechnologie, zwischenzeitlich: Institut für Bauweisen- und Konstruktionsforschung des DLR) der Deutschen Forschungsanstalt für Hubschrauber- und Vertikalflugtechnik (DFH) (heute: DLR) und 1965 Lehrstuhlinhaber des Instituts für Flugzeugbau an der TU Stuttgart. 1969 wurde die bisherige Abteilung der DFVLR (1968 wurde die bereits in die DFL eingegliederte DFH wiederum zur DFVLR zusammengefasst) zum Institut mit Hütter als Leiter ernannt.
Hütter wurde 1980 emeritiert.
1986 wurde das „Windenergie-Testfeld Ulrich Hütter“ in Schnittlingen (Baden-Württemberg) nach ihm benannt.

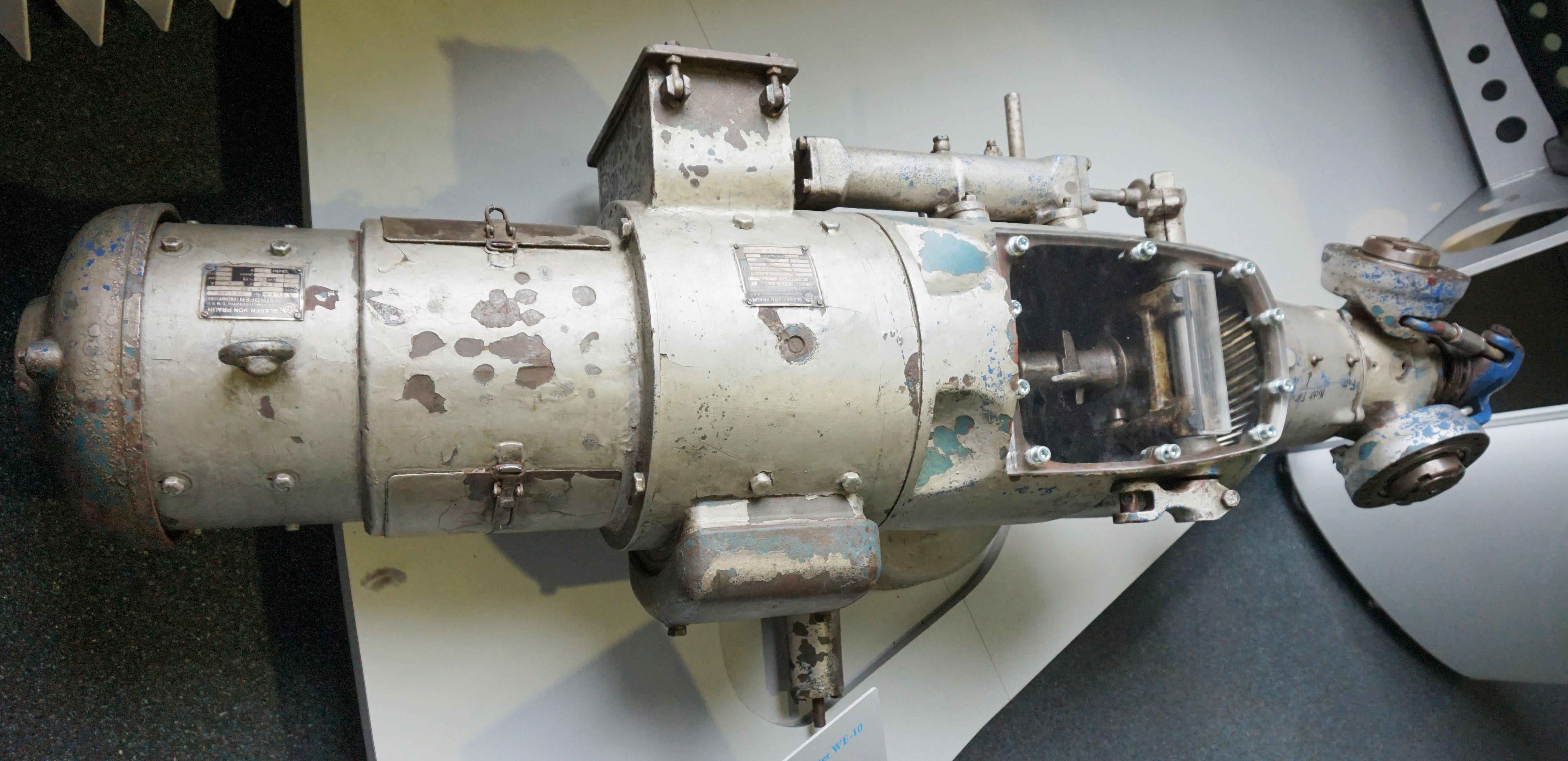
Windturbine Allgaier Hütter WE 10 Deutsches Museum

Die Beiträge von Ulrich Hütter zur Energiegewinnung wurden 2016 durch seinen Abbildung auf einem Wandbild in Erfurt gewürdigt.

## Auszeichnungen
- 1974 Enoch-Thulin-Medaille der Aeronautical Society of Sweden für Verdienste um den Segelflugzeugbau.
- 1976 Hugo-Junkers-Gedächtnisvorlesung, Paris
- 1977 Preis-Verleihung: „Aachener und Münchener Preis für Technik und angewandte Naturwissenschaften“.

## Entworfene Flugzeuge
Liste der Flugzeuge von Hütter, häufig zusammen mit seinem Bruder Wolfgang Hütter zusammen entwickelt:

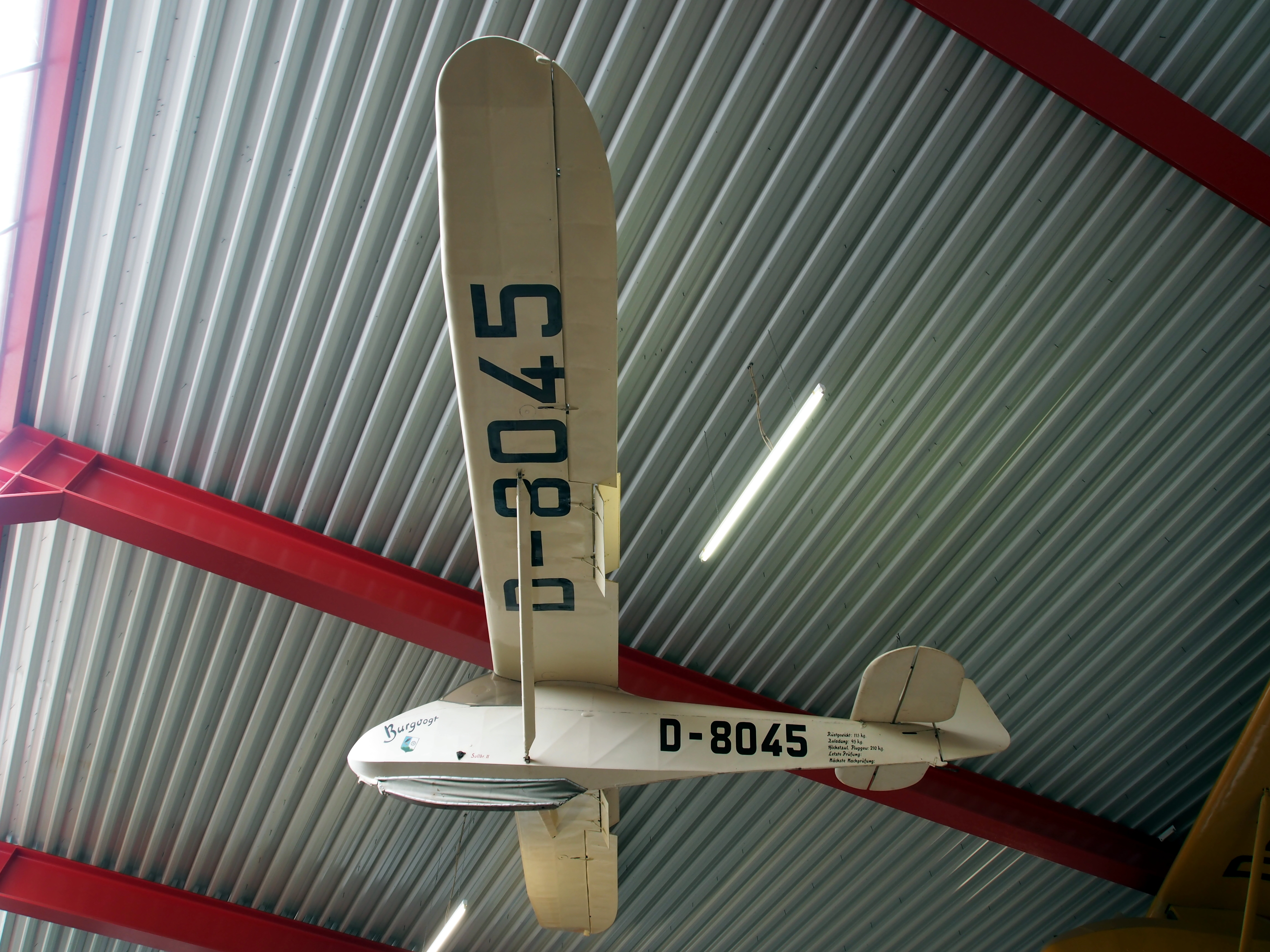
Kleinsegler Hütter 17

- Hütter H 17
- Hütter H 28
- Hütter H 30
- Hütter H 30 TS
- Hütter Hü 211